# Palemig
Palemig is een buurtschap ten noorden van Heerlen in de gelijknamige gemeente in de Nederlandse provincie Limburg. De buurtschap is gelegen ten noorden van de buurt Meezenbroek in de wijk Meezenbroek-Schaesbergerveld. Palemig wordt voor het eerst vermeld in de 16e eeuw en werd toen ook wel 'Palenbroeck' of 'Palenberg' genoemd. Tot 1958 behoorde Palemig tot de gemeente Schaesberg. Palemig ligt ten noorden van de Caumerbeek en de Palembergerbeek en is grotendeels agrarisch gebied gebleven.

## Barbarakapel
In de buurtschap Palemig staat op de hoek van de Slotweg en de Sint Barbarastraat (voorheen: de Dorpsstraat) een aan Sint Barbara gewijde kapel. Deze Barbarakapel werd in 1670 gesticht door Johan Frederik van Schaesberg (1598-1671), de vrijheer van de heerlijkheid Schaesberg waartoe Palemig toen behoorde. Het bakstenen gebouwtje heeft een geknikt zadeldak, een dakruiter en een driezijdig gesloten koortje. Het oudste deel heeft een hoge plint van Kundersteen. Boven de ingang staat op een gevelsteen: "D.O.M. et S. Barbarae. Barbara sis praesto finis dum spicula figunt. P.D.B.D.S". De tekst "sIs praesto fInIs DVM spICVLa fIgVnt" is een chronogram dat met de als getallen te lezen letters IIIDVMICVLIV het bouwjaar 1670 weergeeft. De kapel werd op 14 maart 1967 ingeschreven als Rijksmonument.
Johan Frederik van Schaesberg heeft in zijn heerlijkheid ook de Onze-Lieve-Vrouwekapel van Leenhof laten bouwen. In 1648 begon hij met de bouw van de Kerk van de H.H. Petrus en Paulus in het dorp Scheydt (het huidige Schaesberg). Rond 1650 breidde hij het Kasteel Schaesberg uit met een nieuwe vleugel, een hoektoren en een grote hoeve.

## Hoeve de Baak
Aan de Meezenbroekerweg 95, op de grens van Palemig en Meezenbroek, ligt de Hoeve De Baak. Deze typisch Limburgse boerderij in carrévorm heeft een gesloten binnenplaats en is opgetrokken uit baksteen, met een segmentboogingang en hardstenen segmentboogvensters aan de straatzijde. Op de sluitsteen bij de ingang stond vroeger IC ANS 1797. De hoeve is sinds 1978 een Rijksmonument. Het gebouw en de schuren zijn later verbouwd tot appartementencomplex.

## Foto's

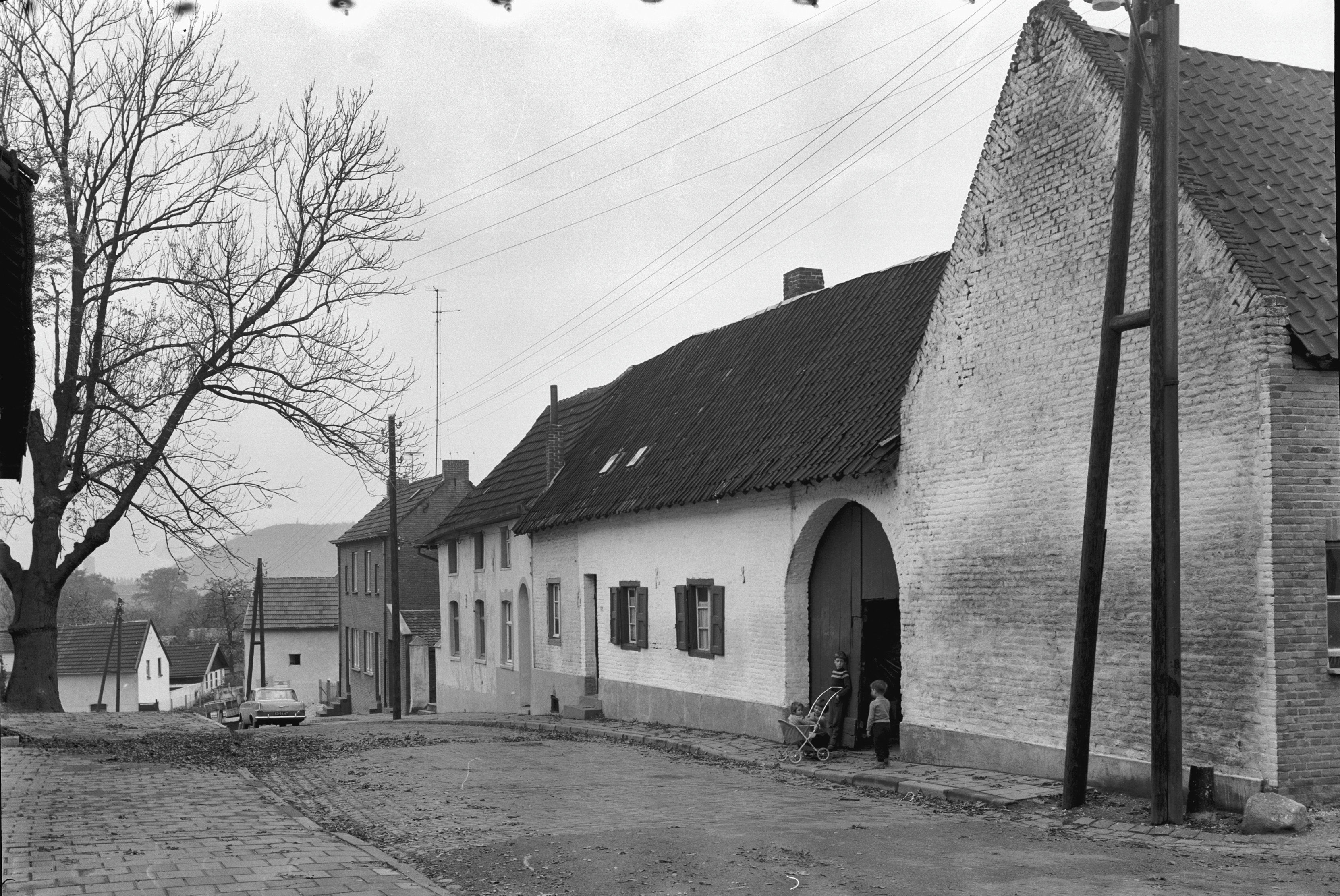
Palemig in 1962
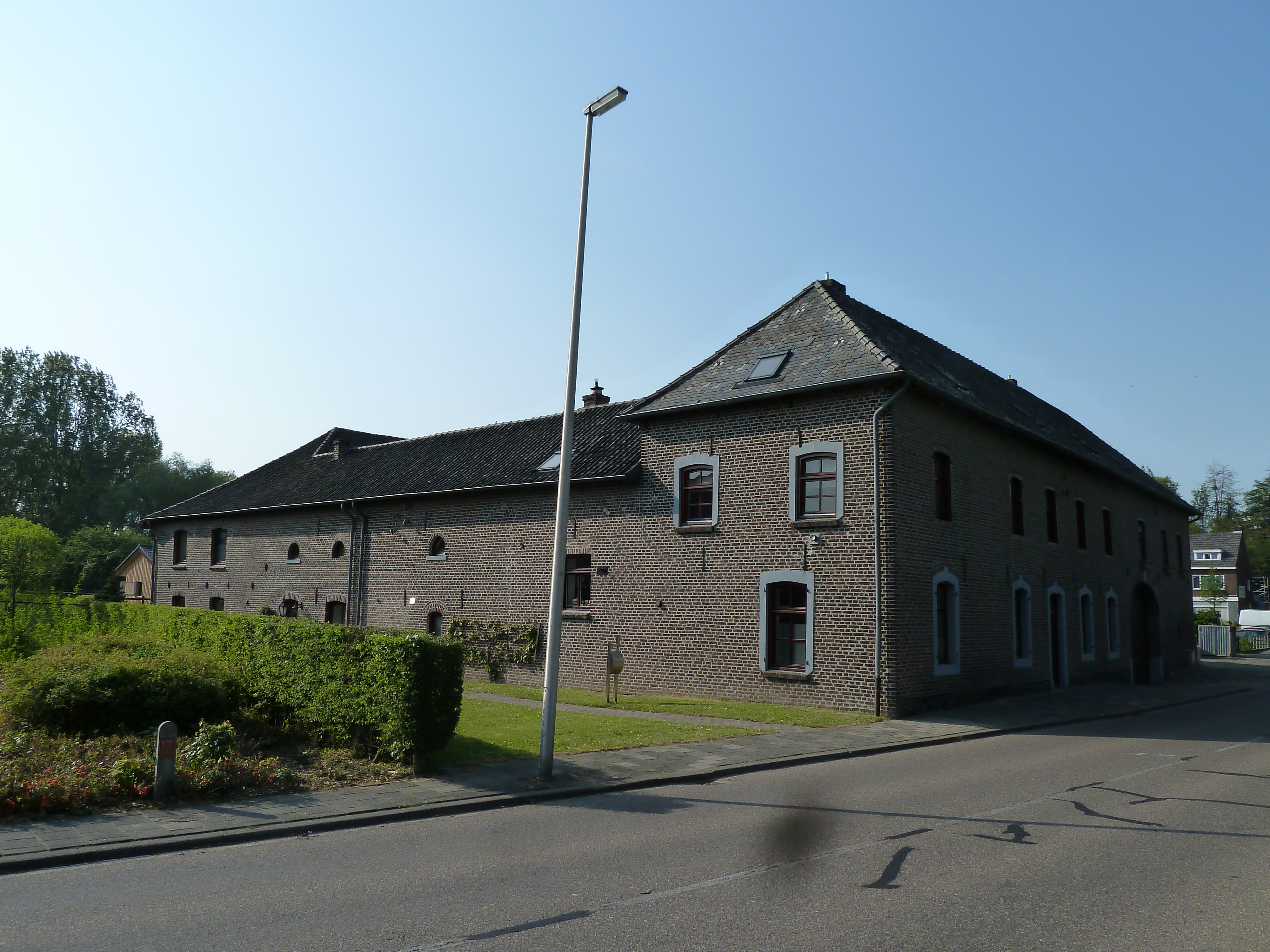
Hoeve de Baak (1797)
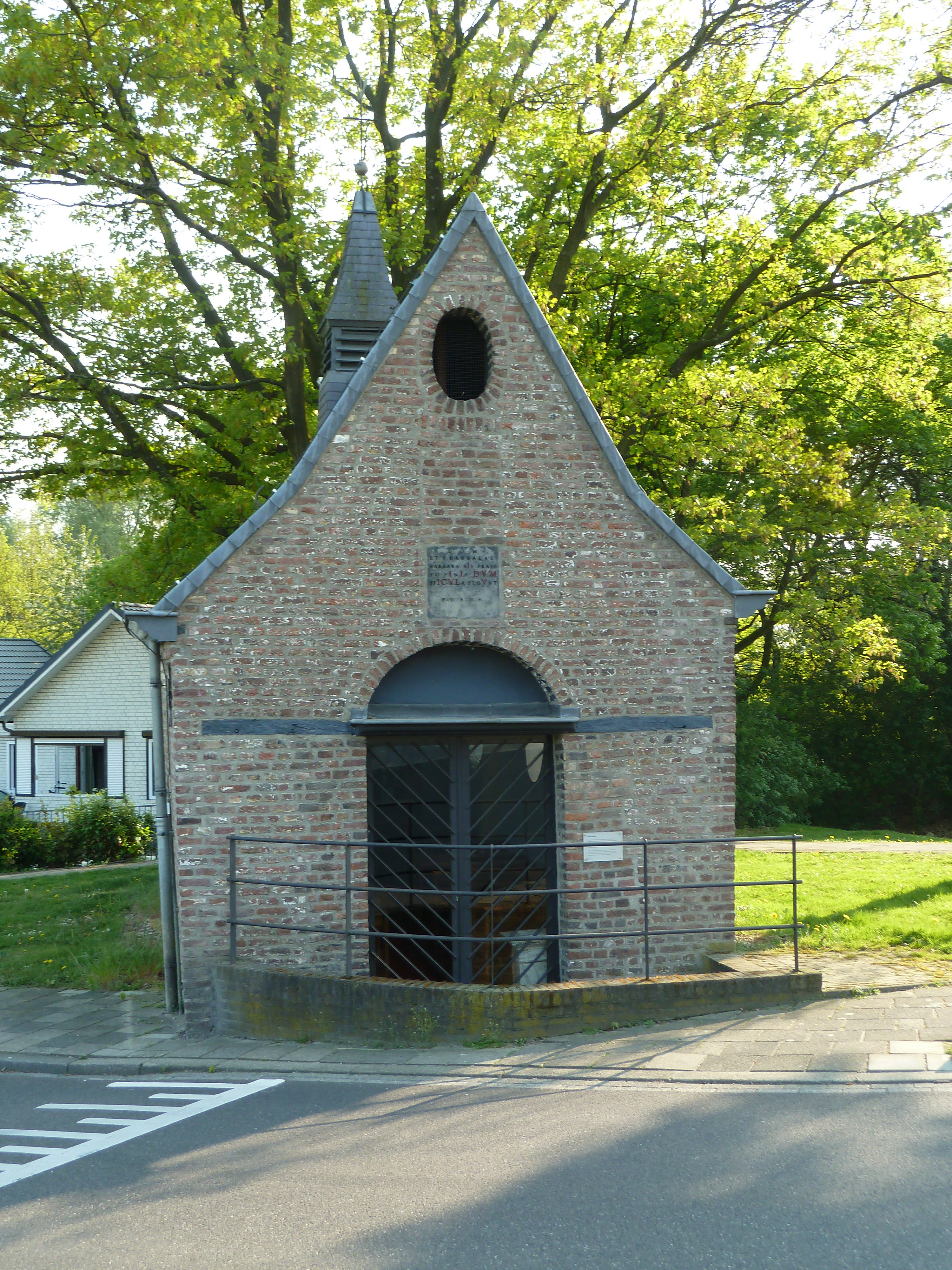
Barbarakapel vooraanzicht
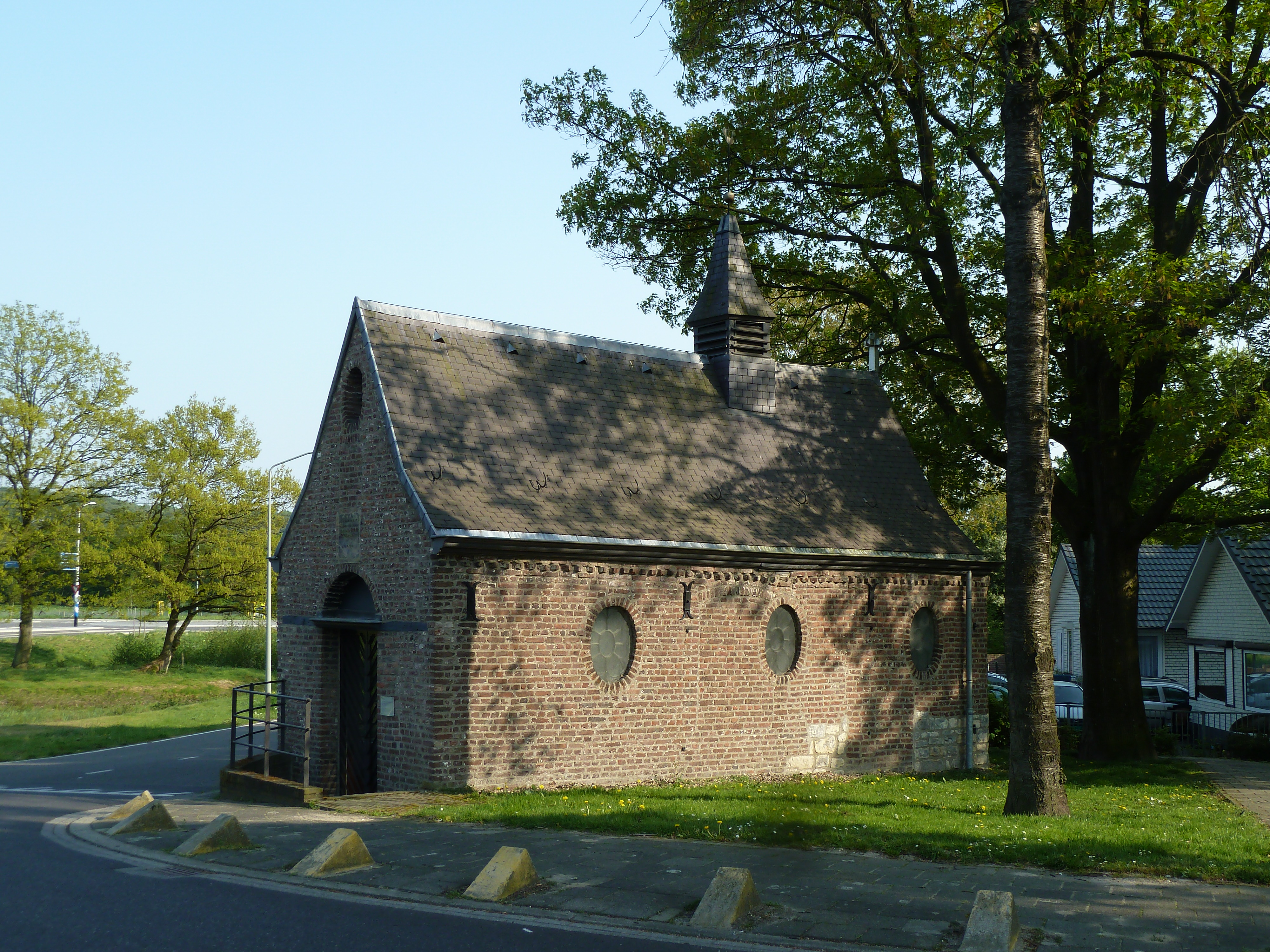
Barbarakapel zijaanzicht